# KEIKO
KEIKO（ケイコ、1972年8月18日 - ）は、日本の歌手である。エイベックス・マネジメント所属。音楽グループ globeのヴォーカリストとして活動、『K-C-O』名義でソロ活動も行っている。病気療養のため2011年10月より活動停止していたが、2023年1月より地元大分のラジオ番組にて芸能活動を再開。血液型はA型。大分県臼杵市出身。

## 人物
小室哲哉は「声が平山みきに似ている」「チャカ・カーン、美空ひばり、エンヤの間を揺れ動ける、凄くお得なポジションにいる良い声」「歌うと『シャーッ』という音色も一緒に出ている。そういう声は美空ひばり、松田聖子、KEIKOだけ」と評している。
音楽の専門教育を受けたことはなく、デビュー後も譜面が読めないことを公言していた。
実家は地元で有名な料亭「山田屋」で、東京の系列店（ふぐ料理専門店）はミシュランガイドで三つ星の評価を得た。
高校在学中に、文化祭のためにバンド、「パリンセス・パリンセス」を結成、担当はヴォーカル。
高校卒業後、大阪に就職・移住したために、関西弁を話す事もある。大阪大国町に住んでいた時は、ホテルニューオータニ大阪内にある日本料理店や、心斎橋のブティックなどに勤務していた。

## 略歴
1994年9月、小室哲哉が主宰するイベント「EUROGROOVE NIGHT」内で開催されたオーディションに出場したことをきっかけに、「EUROGROOVE NIGHT」にはハーフのMCとしてANISSとマーク・パンサーが参加しており、それをきっかけに、まずはマークとKEIKOによりユニット「Orange」が結成された。のちに小室が参加、ユニット名はglobeとなった。
1995年8月、globeのヴォーカルとしてデビュー。
2000年3月29日、globeメンバー3人をフィーチャーした（ソロ）プロジェクトglobe featuringが始動、KEIKOは『globe featuring KEIKO』としてシングル「on the way to YOU」をリリースし、2度のソロライブツアーを行った。
2002年11月22日、小室哲哉と結婚。
2006年5月31日に発売されたJKのシングル「晴れる道 〜宇宙人に合わせる顔がねぇ!〜」の3曲目「この僕が」ではKCO名義で、初めて自分が歌う曲以外での作詞を行い、作詞家としての活動も開始させた。10月、鮎川誠らとバンドTHE AURIS (SUPER) BANDを期間限定結成、ヴォーカルとして参加。デビュー曲「MY WAY」は10月24日、ナップスタージャパンから先行配信された。この企画はKEIKOにとって芸能界の音楽活動で初めての小室プロデュース以外での活動となった。OBS感謝祭（大分放送開局55周年記念）に小室と共に出演、「I WANT YOU BACK」を熱唱した。
2008年、KEIKO単独でユニバーサルミュージックへ移籍、ソロ名義を『KCO』に変え、本格的なソロプロジェクトが始動した。6月より自身の公式サイトにて、ブログを開始。11月、夫の小室哲哉が逮捕された（2009年5月に懲役3年、執行猶予5年の有罪判決となった）。
2010年8月18日、ソロ名義を『K-C-O』に変え、avexのホームページ内に公式サイトを開設（現在は閉鎖）。併せてTwitterアカウントも公表された。9月にはブログも再開。
2011年10月24日、自宅にいる際、首の後部に激痛を訴え倒れた。夫の小室が救急車を呼び都内病院に緊急搬送。「クモ膜下出血」と診断され、25日未明から約5時間にわたる手術を受けた。同年12月8日に退院し、早期発見だったため脳に大きな損傷は無く、後遺症の一つである高次脳機能障害について当時は特に心配することは無く、しばらくは自宅療養と通院でリハビリをしていくと小室は説明した。後日のインタビューでは入院当初は自身を17歳と思っていたが、半年頃にはある程度の記憶を取り戻していたと語っている。
2013年10月、事務所の分社によりエイベックス・ヴァンガードに所属する。
2015年8月9日、東京・新宿ステーションスクエアで行われたglobeのサプライズライブで、肉声のメッセージが公開された。肉声の披露は、2011年10月の発病以来、3年10か月ぶり。
2017年6月11日、小室のTwitterにて、実家の料亭「山田屋」付近で撮影された療養中のKEIKO本人と小室、女の子の3ショット写真が公開された。同年8月15日、小室のInstagramにて、療養中に録音されたKEIKO自身の歌声を公開した。
2018年1月19日、小室が会見し、妻であるKEIKOが高次脳機能障害を患っていることが明かされた。KEIKOは不倫を否定した小室の言葉を信じたいと連絡を待っていたが、会見の数日後に小室の代理人弁護士から母親に連絡があったという。同年末にKEIKOは弁護士を立てて小室に対して別居中の生活費を求める調停を申し立てた。
2019年1月14日、自身のTwitterにて、「お久しぶりです。Twitter再開しようと思いまーす　よろしくお願いします」と、Twitterの再開が発表された。
2019年10月、小室との離婚調停中であるKEIKOは復縁の可能性について「もうそれは全っ然!」と完全否定した。なお、この頃になると体調が順調に回復しており、歌や踊りの練習をしながら時々大分市の実家から上京している様子が伝えられた。
2020年4月、小室がKEIKOに対して離婚調停を申し立て、3月上旬から東京家裁で1回目の調停が始まっていることが報じられた。2018年末にKEIKO側が申し立てていた調停はKEIKO側の要求に近い額で決着しており、その後に離婚調停が始まったという。
2021年2月26日、小室との離婚が成立した。
2021年3月10日、同日放送された『キャッチ!』（中京テレビ）の取材では「体は元気」で「今後ボイストレーニングをする予定」と報道された。
2022年11月28日、「globe」のメンバーであるマーク・パンサーがパーソナリティを務めるラジオ番組『JOY TO THE OITA』（OBSラジオ、毎週月曜日、午後7：30）にサプライズゲストとして生出演した。また、2023年1月から同番組にレギュラー出演が決定したことを発表した。
2023年9月24日、JR大分駅前で開催されたOBS大分放送の開局70周年イベントに出演。イベントなど公の場に登場したのは2009年8月22日の音楽フェス「a-nation'09」以来、14年ぶり。

## ディスコグラフィ
globe名義でリリースしたものはglobeのディスコグラフィを参照。

### シングル
- on the way to YOU / globe featuring KEIKO（2000年3月29日）
- KCO / KEIKO（2003年12月10日）
- 春の雪 / KCO（2008年3月12日）

### アルバム
1. O-CRAZY LUV / KCO（2008年4月30日）

### 企画参加シングル
- YOU ARE THE ONE / TK presents こねっと（1997年1月1日）
- a song is born / ayumi hamasaki & keiko（2001年12月12日）
- be true / Cyber X feat.KEIKO（2003年6月25日）
- AIDA決めてくれー!（2002年5月29日）
  - I WILL SURVIVE / GABALL featuring KEIKO
- Lif-e-Motions / TRF
  - EZ DO DANCE meets KEIKO
- maniac / globe（2006年3月23日）
  - Reason (LA Updated Mix) / keiko

この曲は映画「恋愛中のベイビー」の写真集にも付録されている。
  - HUMANRACE / keiko
  - 海との友情 / keiko
  - be true / Cyber X feat.keiko
- MY WAY / THE AURIS (SUPER) BAND（2006年10月24日）
- Cream Of J-POP 〜ウタイツグウタ〜
  - I WANT YOU BACK

DJTK名義でmf247よりダウンロード可能。
  - Happiness×3 Loneliness×3
- Far Eastern Wind - Summer
  - 清水
  - 夏の終わり
- Far Eastern Wind - Autumn
  - 秋音
- STARS / MAKAI
  - SHINE YOUR LIGHT ON ME feat.KCO
- Digitalian is eating breakfast 2 / 小室哲哉
  - Go Crazy feat. Krayzie Bone & K-C-O
  - Every feat. Mitsuhiro Hidaka (AAA) a.k.a.SKY-HI & K-C-O
- Dramatic Life 2 / Dramatic Crew
  - True Love (あすなろ白書)  / ANAN RYOKO × K-C-O

### ネット限定配信
- If you like it or not
DJTK feat. REC BOX名義でmf247よりダウンロード可能。
- I WANT YOU BACK
DJTK名義でmf247よりダウンロード可能。
- reason -original mix-
「maniac」に収録されているのとは異なるMixで、こちらがオリジナルのもの。iTunes Storeにて配信されている「globe winter Tracks」よりダウンロード可能。
- Music Makes Me Wonder / DJTK feat. TKCOM
- Selfish -TK REMIX-
iTunes Storeで「春の雪」のアルバムを購入するとついてくるボーナストラック。全編英詞。
- SECRET COMES -TK REMIX-
小室哲哉によるリミックス。iTunes Storeでダウンロード可能。
- I WILL SURVIVE (DJ TK MIX)
- SHINE YOUR LIGHT ON ME Feat. KCO / MAKAI

### CD未発売曲
- Just One Victory
FM大分のラジオ番組のみでOA。
- WALK & RUN
2005年に小室哲哉が明聖高等学校の応援歌として製作した楽曲。KEIKOはボーカルを担当。
- Who can be the one for me?
- Heart Driver
- Very Strawberry
- we can do it

その他、ソロライヴツアー『KEIKO solo tour 2000 〜on the way to YOU〜』『blooming tour 2000』のみで披露された曲がある。

### 作詞提供
- 晴れる道 〜宇宙人に合わせる顔がねぇ!〜 / JK（2006年5月31日）
この僕が（track 3）
- with you / Kimeru（2007年5月16日）
regret（track 2）
- race / tk and yy

## 出演

### ラジオ
- JOY TO THE OITA+（OBS大分放送、2023年1月 - ）レギュラー[24]